# Josef Kachlík
Josef Kachlík (* 11. června 1959, Vyškov) je ředitel Zooparku Vyškov, do funkce nastoupil v červnu 1991 po Zdeňku Sokolíčkovi.

## Životopis
Josef Kachlík se narodil 11. června 1959 ve Vyškově, kde na Střední zemědělské technické škole vystudoval obor Chovatel. Po studiu pracoval 4 roky jako zootechnik a 5 let jako vedoucí chovu koní. Již páté volební období je členem zastupitelstva města Vyškov. Dosáhl několika úspěchů v jezdeckém sportu - parkuru, drezuře koní a Soutěži všestranné způsobilosti. Je ženatý, má dceru a syna.

## Činnost

### Záchovný program Osla poitouského
V roce 2013 Josef Kachlík zapojil Zoopark Vyškov do záchovného programu Osla poitouského. Byli dovezeni 4 osli z Francie, a to jeden hřebec a tři klisny. V roce 2013 se Zooparku Vyškov podařilo odchovat první mládě. Zoopark Vyškov je jediné místo v České republice kde se tento druh chová. 

### DinoPark Vyškov
V roce 2006 byl DinoPark Vyškov sloučen se Zooparkem Vyškov se kterým má společný vstup i jednotné vstupné. Stal se tak jednou z nejnavštěvovanějších atrakcí na Jižní Moravě.

### Centrum environmentální výchovy Hanácký statek
Jedná se o dosud největší projekt Zooparku Vyškov. Centrum environmentální výchovy Hanácký statek je místo, kde jsou populární formou předkládány informace o životním prostředí, kde je možné vidět zajímavé ukázky a naučit se řemeslným technikám. Statek je věrnou replikou typického zemědělského hospodářského stavení moravského venkova. Při stavbě byly použity původní technologie a materiály, jako například rákosová střecha.Projekt, realizovaný v letech 2010 - 2011, byl spolufinancován Evropskou unií.